# Brian Glennie
Brian Alexander Glennie, född 29 augusti 1946 i Toronto, död 7 februari 2020 i Ottawa, var en kanadensisk ishockeyspelare.
Glennie blev olympisk bronsmedaljör i ishockey vid vinterspelen 1968 i Grenoble. Spelade 9 NHL säsonger Toronto Maple Leafs 1969-78.  Hans största bedrift anses uttagningen till 1972 summer series.